# Go-Suzaku
Keizer Go-Suzaku (後朱雀天皇, Go-Suzaku-tennō, 14 december 1009 – 7 februari 1045) was de 69e keizer van Japan, volgens de traditionele opvolgvolgorde. Hij regeerde van de 17e dag van de 4e maand van Chōgen 9 (1036) tot de 16e dag van de 1e maand van Kantoku 2 (1045).
Go-Suzaku’s regeerperiode omvatte vier periodes uit de Japanse geschiedenis: Chōgen (1028-1037), Chōryaku (1037-1040), Chōkyū (1040-1044) en Kantoku (1044-1046). Go-Suzaku ligt begraven in een van de zeven keizerlijke tombes in de Ryoan-ji tempel in Kyoto.

## Genealogie
Go-Suzaku was vernoemd naar de voormalige keizer Suzaku. Het voorvoegsel go- (後), kan worden vertaald als “later” of “tweede”, waardoor zijn naam vrij vertaald “Suzaku de tweede” betekent. Zijn persoonlijke naam (imina) was Atsunaga-shinnō.
Go-Suzaku was de zoon van keizer Ichijo en Fujiwara no Shōshi. Hij was de jongere broer van keizer Go-Ichijo.
Go-Suzaku had vijf keizerinnen en hofdames, met wie hij zeven kinderen kreeg. Twee van deze kinderen werden later ook keizer: Go-Reizei en Go-Sanjo.
* Regent Jingu staat niet op de traditionele lijst.